# Santuari de la Mare de Déu de l'Ortisella
El Santuari de la Mare de Déu de l'Ortisella és una ermita al terme municipal de Benafigos, a la comarca de l'Alt Maestrat, País Valencià, a uns dos quilòmetres al nord del nucli urbà, dins de la vall de l'Ortisella, en un paratge natural que destaca per la vegetació i la presència de diverses fonts (la de Dalt, la de Baix o la de Darrere, entre d'altres).

## Història
La llegenda conta que el masover del Mas d'Escrig va trobar l'any 1566 la imatge de la Mare de Déu, mentre llaurava. En avisar a les autoritats, es va veure que la Verge havia retornat al lloc on va ser desenterrada, la qual cosa es va interpretar com un senyal per alçar un temple en la vall. Eixe mateix any, el bisbat de Tortosa va donar el vistiplau per construir una modesta ermita, que es materialitza a l'any següent.
Sobre aquest primitiu santuari es van fer posteriors modificacions. L'any 1651 es va eixamplar el recinte. Una nova reforma es va dur a terme a principis del segle xix, i el 1853 es va afegir la sagristia, a la qual hi va seguir la construcció d'una hostatgeria i cavallerisses. Al llarg dels segles xix i xx s'ha restaurat el conjunt en diverses ocasions.

## Arquitectura
L'ermita de l'Ortisella consta de diversos edificis agrupats entorn de l'església, tot formant un angle recte. En l'espai lliure hi ha una esplanada on sobresurt un grandiós om sec.
L'església, de pedra i maçoneria, consta un sostre de teules a dues aigües. A la façana hi ha la porta, d'arc de mig punt, on s'aprecia la data de 1651. Al costat esquerre s'aprecia una finestra enreixada, i a sobre, un retaule de ceràmica que evoca la trobada de la imatge, amb la inscripció "se renovó el año 1899". Compta amb una ampla espadanya, a la base de la qual hi ha dues cares que representen el Sol i la Lluna, i la data d'una nova reforma, el 1803. Dins l'ull de l'espadanya hi ha una campana de 1842 amb una inscripció sobre el lloc de la fosa.
El seu interior es compon d'una volta de canó, la qual està dividida per dos arcs en tres trams. És senzilla, no hi ha cor ni capelles laterals, tot i que destaca una balconada junt la porta d'accés i que es reservava a les autoritats. La imatge de la Mare de Déu de l'Ortisella es conserva en una fornícula entre columnes. La que es contempla és una reproducció de l'original, que va desaparèixer l'any 1936.
El temple té la condició de Bé de Rellevància Local des del 2007.

## Festivitats
Al Santuari s'hi celebren diverses festivitats. La més rellevant hi té lloc el 8 de setembre, en festes patronals de Benafigos (la Mare de Déu de l'Ortisella n'és patrona del poble). Hi ha una peregrinació fins a l'ermita on es demana pluja per al camp. Després de missa, es reparteix el panoli, un dolç fet amb farina amb oli, sucre i aiguardent; i es duu a la imatge a les fonts properes per a beneir l'aigua que hi brolla.
Altres processons de Benafigos a l'Ortisella se celebren el primer diumenge de maig i el dilluns de Pasqua, quan es reparteix una fogassa.